# Narodowa Federacja Zajazdów Francji
Narodowa Federacja Zajazdów Francji (fr. Federation Nationale des Logis de France) – organizacja zrzeszająca właścicieli około 4000 hoteli, zajazdów oraz restauracji, położonych głównie na obrzeżach dużych miast oraz terenach wiejskich znajdujących się przy głównych drogach i szlakach turystycznych.
System kategoryzacji NFZF wyodrębnia trzy kategorie obiektów:
- hotele klasy turystycznej (* – un confort simple);
- hotele klasy średniej (** – de bon confort);
- hotele klasy komfortowej (*** – un excellent confort).